# Ochodnica
Ochodnica é um município da Eslováquia, situado no distrito de Kysucké Nové Mesto, na região de Žilina. Tem 18,05 km² de área e sua população em 2018 foi estimada em 1.933 habitantes.

## Demografia
| Ano:        | 1994 | 2004   | 2014   | 2024   |
| ----------- | ---- | ------ | ------ | ------ |
| Broj ljudi: | 2027 | 2017   | 1932   | 1933   |
| Razlika:    |      | -0,49% | -4,21% | +0,05% |

| Ano:               | 2023 | 2024   |
| ------------------ | ---- | ------ |
| Número de pessoas: | 1933 | 1933   |
| Diferença:         |      | +1,42% |